# 石壁坑 (新北市)
石壁坑，是新北市雙溪區、瑞芳區交界地帶的一個地名，範圍大致包括雙溪區的三貂里西南部，以及瑞芳區的猴硐里南部東段、碩仁里東北部凸出部分的東北半部。

## 歷史
台灣清治末期，石壁坑地區為一街庄，稱為「石壁坑庄」，隸屬於三貂堡。該庄西北與猴洞庄為鄰，東及東南與武丹坑庄為鄰，西南邊為三爪仔庄。
1901年（日治明治三十四年）11月，該庄隸屬於基隆廳，編入第八區。1905年（明治三十八年）7月，第八區、第九區合併為「頂雙溪區」。1920年（大正九年），該庄改制為「石壁坑」大字，隸屬於臺北州基隆郡雙溪庄。
戰後雙溪庄改制為雙溪鄉，隸屬於臺北縣，大字亦改制為村。2010年（民國99年）12月，臺北縣升格為新北市，雙溪鄉改制為雙溪區，村改制為里。

## 交通
台鐵宜蘭線經過石壁坑地區最南端，境內未設站，東側較近的為牡丹車站，由此往東南可前往貢寮、宜蘭、羅東、花蓮、台東等地；西側較近的為三貂嶺車站，但出入不便，再過去為猴硐車站，往北轉西可在八堵車站連接縱貫線以前往基隆、台北、桃園、新竹及中南部各地。
鄉道北37線經過本地區中部，為主要連外道路，往北可至柑子瀨接市道102號，往東南可至牡丹接市道102號。